# Rickson
Rickson, pseudonimo di Rickson Barbosa Sá da Conceição (Rio de Janeiro, 4 marzo 1998), è un calciatore brasiliano, centrocampista del Tombense.

## Caratteristiche tecniche
È un centrocampista centrale.

## Carriera
Cresciuto nel settore giovanile del Botafogo, ha esordito in prima squadra il 3 febbraio 2019 disputando l'incontro del Campionato Carioca vinto 3-0 contro il Boavista-RJ.

## Statistiche
Statistiche aggiornate al 25 ottobre 2019.

### Presenze e reti nei club
| Stagione        | Squadra         | Campionato      | Campionato | Campionato | Coppe nazionali | Coppe nazionali | Coppe nazionali | Coppe continentali | Coppe continentali | Coppe continentali | Altre coppe | Altre coppe | Altre coppe | Totale | Totale | Totale |
| Stagione        | Squadra         | Comp            | Pres       | Reti       | Comp            | Pres            | Reti            | Comp               | Pres               | Reti               | Comp        | Pres        | Reti        | Pres   | Reti   |        |
| --------------- | --------------- | --------------- | ---------- | ---------- | --------------- | --------------- | --------------- | ------------------ | ------------------ | ------------------ | ----------- | ----------- | ----------- | ------ | ------ | ------ |
| 2019            | Botafogo        | A/RJ+A          | 3+5        | 0          | CB              | 1               | 0               | CS                 | 0                  | 0                  |             | -           | -           | 9      | 0      |        |
| Totale carriera | Totale carriera | Totale carriera | 8          | 0          |                 | 1               | 0               |                    | 0                  | 0                  |             | -           | -           | 9      | 0      |        |